# Abercius van Hieropolis

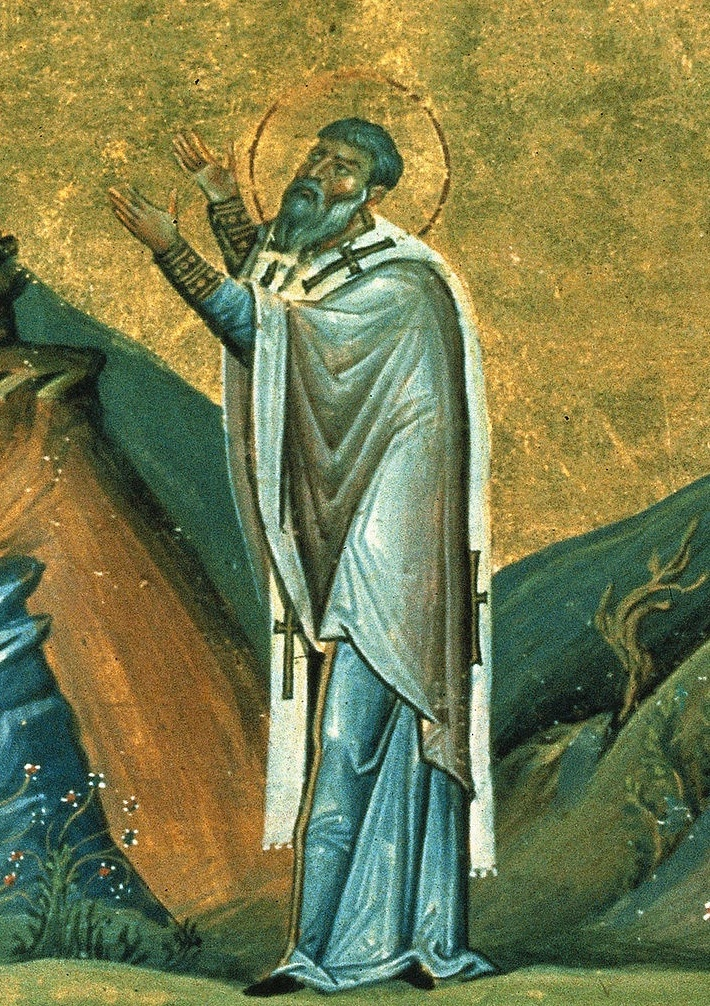
Abercius van Hieropolis

Abercius (Grieks: Αβέρκιος) van Hierapolis ook bekend als Abercius Marcellus, (gestorven ca. 167) was een bisschop van Hierapolis in de tijd van keizer Marcus Aurelius. Hij was waarschijnlijk de opvolger van Papias.
Volgens de traditie heeft Abercius geëvangeliseerd in Syria en Mesopotamia en wordt daardoor qua belang ook wel gelijkgesteld aan de apostelen. Hij werd gevangengenomen tijdens de regering van Marcus Aurelius, en stierf omstreeks 167. Hij heeft verschillende brieven en verhandelingen geschreven waarvan echter niets bewaard is gebleven. Zijn epitaaf is wel bewaard gebleven (opgesteld in het Vaticaans museum) en is volgens de traditie door hem zelf opgesteld.

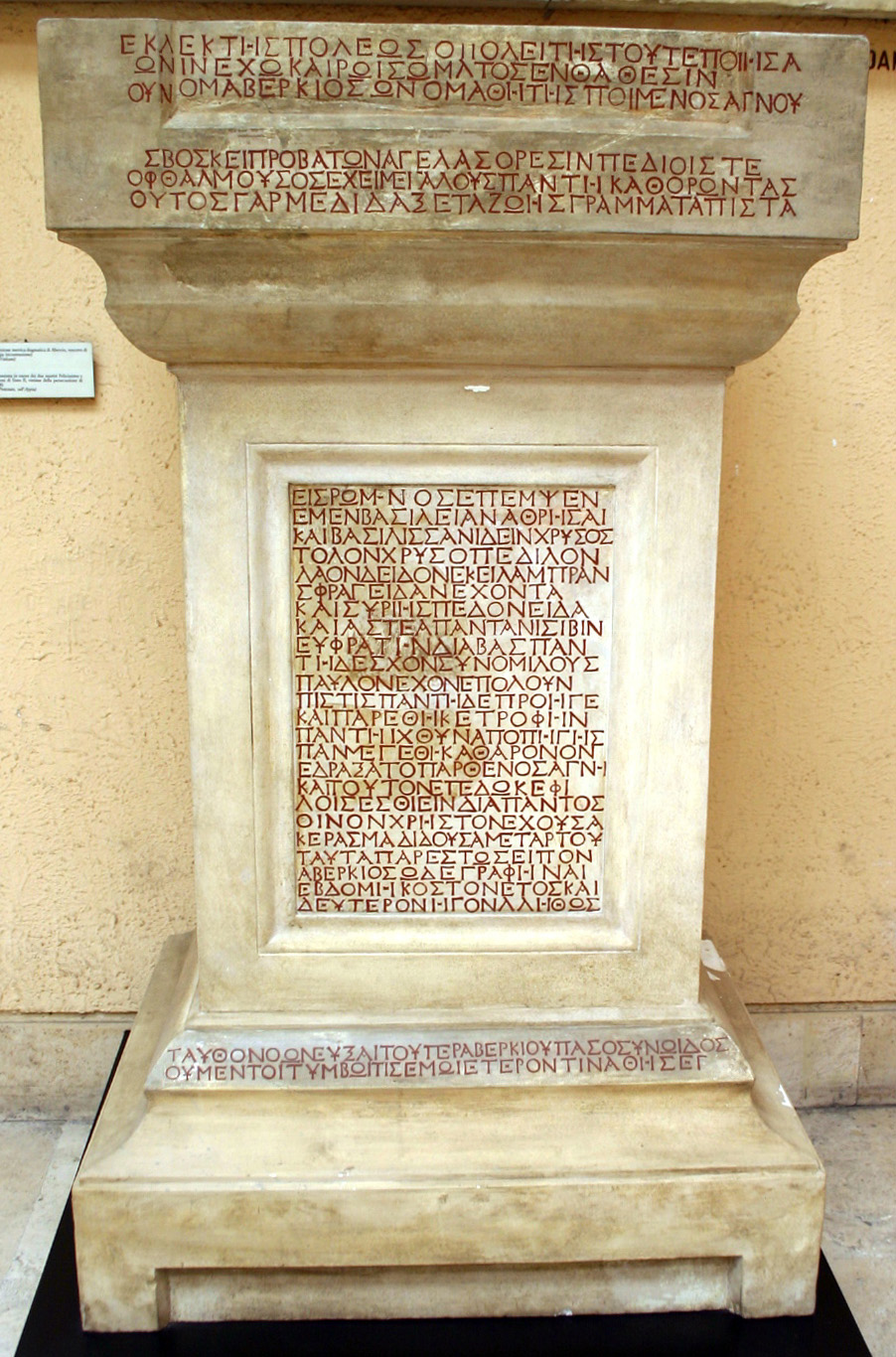
Epitaaf van Abercius van Hieropolis (Vaticaans museum)

Zijn feestdag is op 22 oktober volgens de gregoriaanse kalender en op 4 november volgens de juliaanse kalender.